# Manatee Road
Manatee Road – jednostka osadnicza w Stanach Zjednoczonych, w stanie Floryda, w hrabstwie Levy.